# نیزه

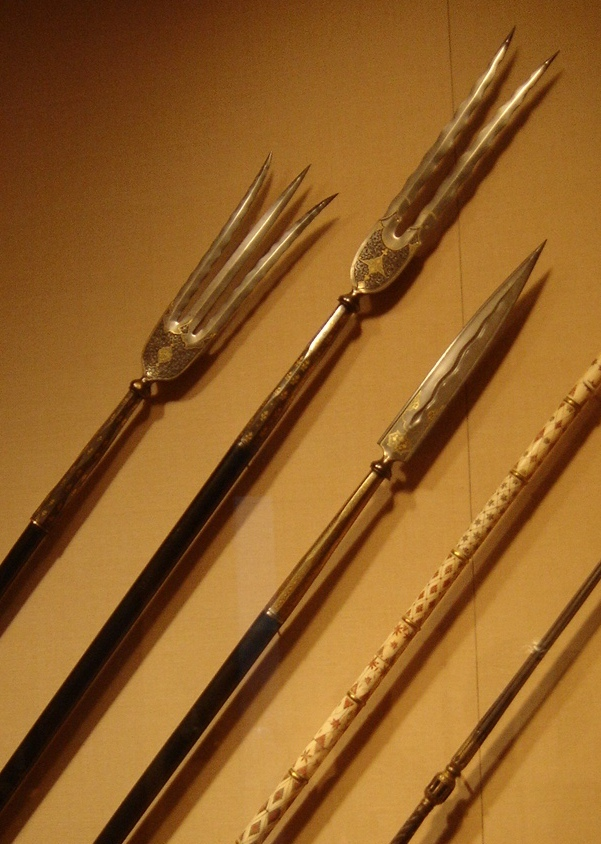
نیزه‌های ایرانی فولادی با روکش زرین، روزگار قاجار، سدهٔ نوزدهم، در موزه متروپولیتن نیویورک.

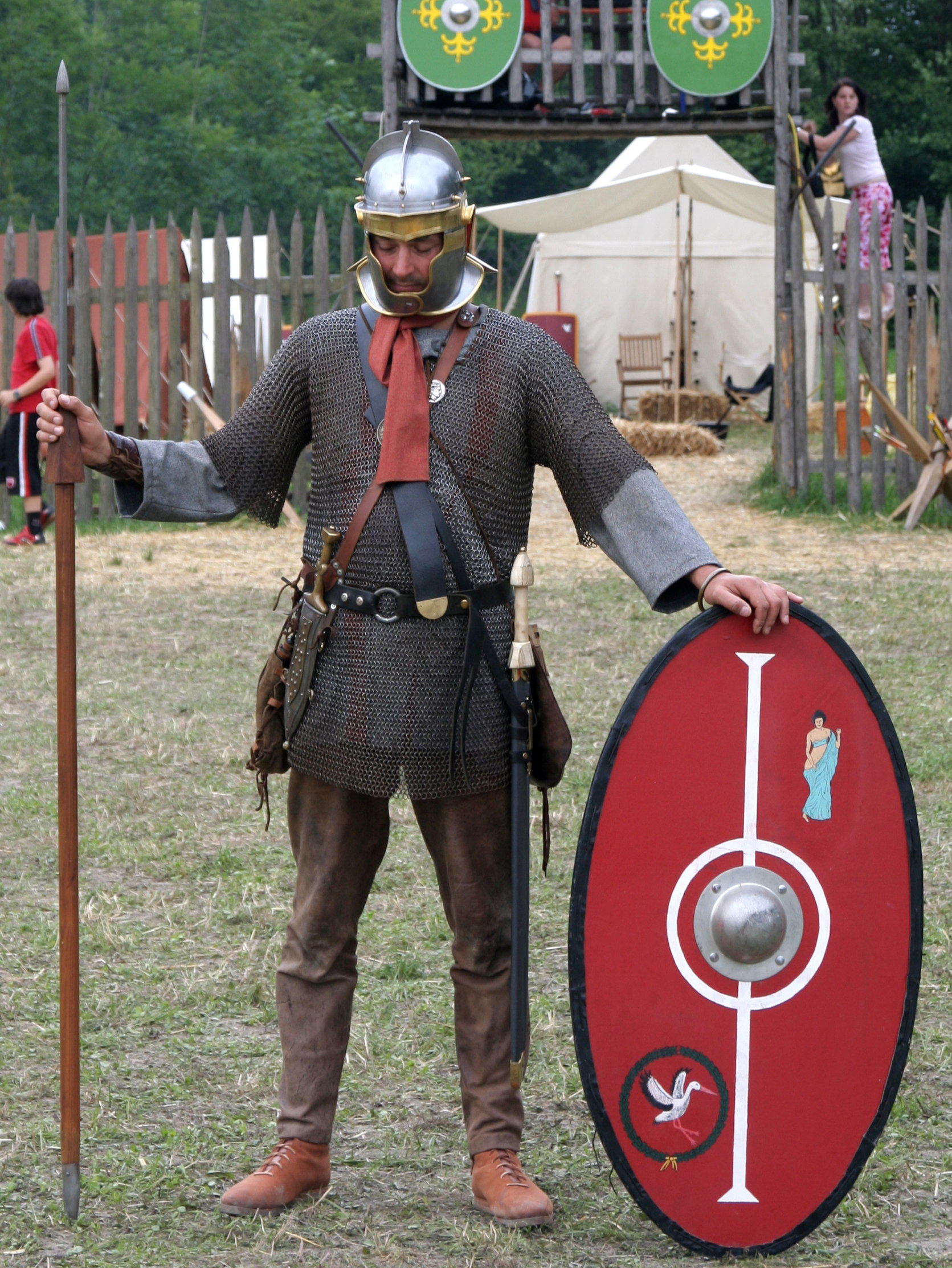
نمونهٔ یک سرباز رومی با نیزه‌ای در دست راست.

نیزه یا نیزَک نام یک جنگ‌افزار کهن است که درگذشته در جنگ‌ها کاربرد داشته‌است.
نیزه سلاحی بلند با نوک فلزی تیزی است که برای جنگ‌های تن به تن بوده‌است اما سلاح مشابه سبک‌تر و کوتاه‌تری با نام زوبین نیز وجود داشت که به عنوان یک سلاح پرتابی برای جنگ از مسافت‌های دور استفاده می‌شد. از نیزه امروزه در ورزش پرش با نیزه و از زوبین در ورزش پرتاب نیزه استفاده می‌شود.
در آغاز نیزه‌ها را از نی می‌ساختند و نوکش را تیز می‌کردند یا فلز نوک‌تیزی را به سرش می‌بستند.
نیزه را در پارسی میانه فرَش (fraš) می‌گفتند.
نیزه از سلاح‌های مؤثر در نبردهای تن به تن قدیمی بوده و سربازان مسلح به نیزه تأثیر مستقیمی در پیروزی جنگ‌ها و شکست دشمن داشته‌اند. استفاده از نیزه توسط هخامنشیان در جنگ‌ها بسیار متداول و رایج بوده‌است. داریوش بزرگ شاهنشاه مقتدر هخامنشی در یکی از کتیبه‌های خود در نقش رستم می‌گوید: «آنگاه خواهی دانست که نیزهٔ مرد پارسی تا دوردست رفته‌است» که این جمله به منزلهٔ بیان فتوحات او در خارج از مرزهای ایران است.
یکی از روش‌های استفاده از نیزه پرتاب آن به طرف دشمن است. به هر صورت مشکل اصلی این روش از دست رفتن سلاح و امکان به‌کارگیری آن توسط دشمن علیه خود پرتابگر می‌باشد. رومی‌ها با ابداع نیزه‌ای با نام پیلوم که قسمتی نسبتاً طولانی از انتهای آن آهنی بود و در هنگام اصابت خم می‌شد و استفاده مجدد را غیرممکن می‌کرد، این مشکل را حل کردند.